# Prodontia dimidiata
Prodontia dimidiata är en skalbaggsart som beskrevs av Audinet-serville 1834. Prodontia dimidiata ingår i släktet Prodontia och familjen långhorningar. Inga underarter finns listade i Catalogue of Life.